# Hemizigóta
Hemizigótának nevezzük azt az egyedet, melynek homológ kromoszómapárjának adott lokuszán csupán az egyik kromoszómán található meg valamilyen allél.

## Példák
A madarakra jellemző, hogy (az emlősökkel ellentétben) nem a nőivarú egyedek rendelkeznek két azonos alloszómával (ivari kromoszómával) hanem a kakasok (ZZ). A tojók (ZW) kromoszómákkal bírnak.
A házi tyúk arany színezetét egy recesszíven öröklődő, ivari kromoszómán lokalizált gén okozza, melyet kis S-sel (s) jelölünk a Z kromoszóma felső indexeként. A tyúk erre a tulajdonságra nézve tehát hemizigóta, hiszen csak a 'Z' kromoszómáján található meg ez a gén, a 'W'-n nem.

## Lásd még
- heterozigóta
- homozigóta
- DNS